# Еша

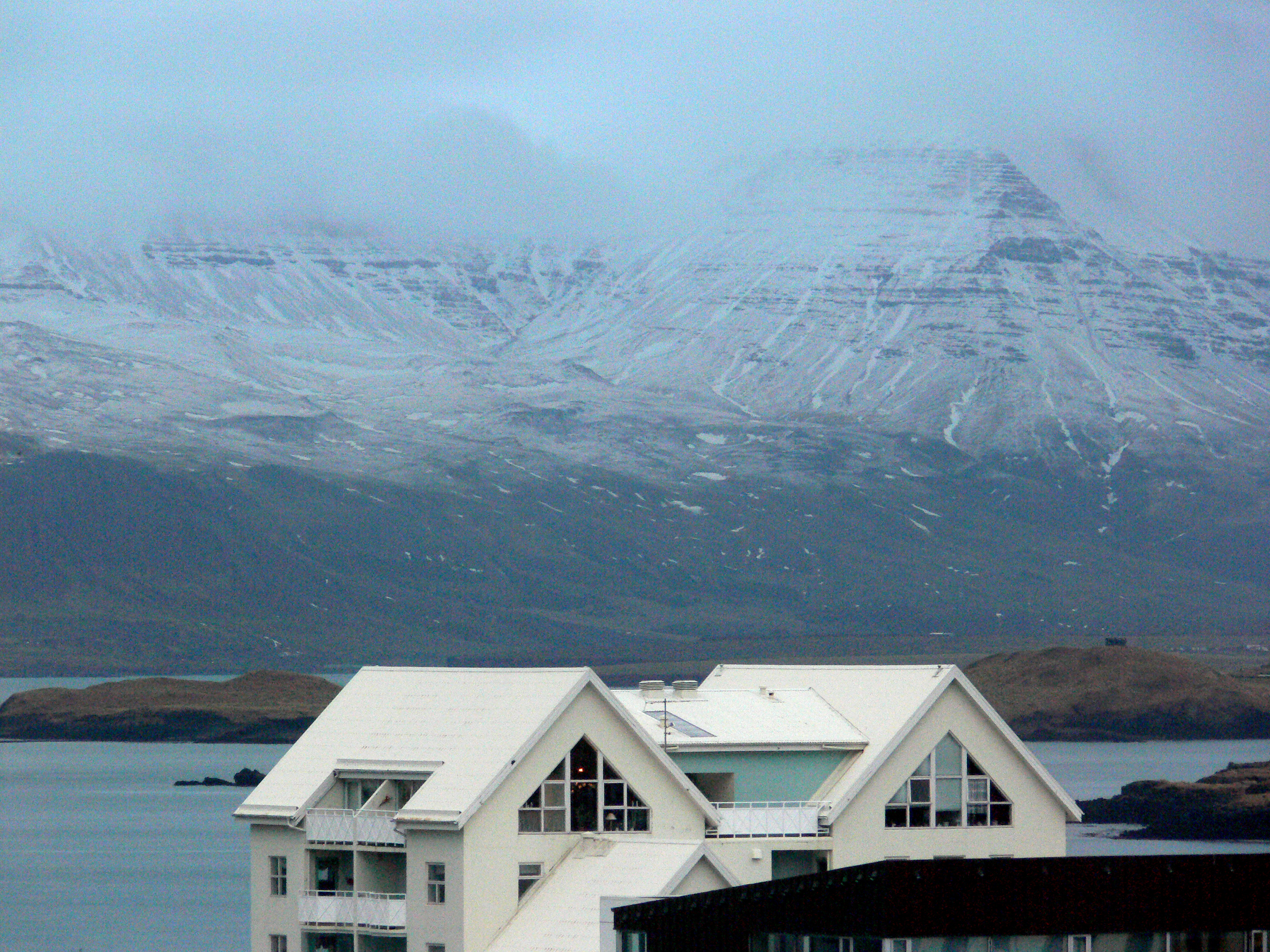
Вид на Ешу з Рейк'явіка.

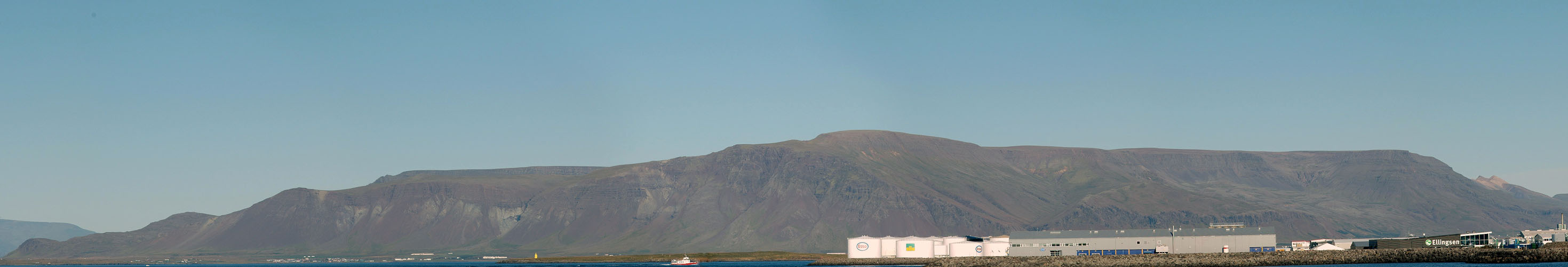
Гірський хребет Еша лежить 10 км на північний схід від Рейк'явіка.

Е́ша (ісл. Esja) — гора, а точніше вулканічний гірський хребет, що простягається на північному сході Ісландії, 10 км на північний схід від Рейк'явіка.
Еша надає Рейк'явіку неповторного вигляду, оскільки виступає на його задньому плані будучи майже цілорічно (за винятком літа та ранньої осені) вкритою снігом. Еша є легкодоступною горою і популярним місцем відпочинку для туристів і альпіністів. Найвідоміша маршрутна стежка веде до вершин Тверфетльсгорн та Керголакамбур (851 метрів над рівнем моря).
Еша — теж одне з жіночих імен в Ісландії.

## Характерні риси
Найсхідніші вершини Еші, що звуться Москардсгнукар, є надзвичайно світлого кольору. Один ісландський письменник наприкінці 1800-х написав, що він вискочив побачити сонце після довгого періоду з дощами, але коли він наблизився ближче, він побачив що це були лише вершини гір в своїх світлих кольорах. В дійсності це — ріоліт, котрий можна часто знайти в Ісландії поблизу старих (і теж діючих) центральних вулканів.
- Координати: 64°15′ пн. ш. 21°38′ сх. д. / 64.250° пн. ш. 21.633° сх. д.
- Висота: 914 метрів над рівнем моря